# نادي هيليراب
نادي هيليراب (بالفرنسية: Hellerup IK)‏ نادي كرة قدم دنماركي يقع مقره في مدينة هيليبروب. يلعب النادي حاليا في المجنوعة الثانية من دوري الدرجة الثانية. تم تأسيس النادي في سنة 1900. يحتوي النادي أيضا على فرع لكرة اليد والتنس.